# Hernádfalu
Hernádfalu (1899-ig Kubach, szlovákul: Spišské Bystré, korábban Kubachy, németül: Kuhbach) község Szlovákiában, az Eperjesi kerületben, a Poprádi járásban.

## Fekvése
Poprádtól 8 km-re délnyugatra, a Hernád jobb oldalán fekszik.

## Története
Az egykori magyar határőr települést a savniki ciszterciták megbízásából Menhárd bíró telepítette be német telepesekkel. 1294-ben „Kubach” néven említik először. Az 1332 és 1337 között felvett pápai tizedjegyzék már említi a falu Mihály arkangyal templomát. A 16. században már iskolája is működött. A 18. században a szepesi püspökség birtoka lett. 1787-ben 148 házában 1138 lakos élt.
A 18. század végén Vályi András így ír róla: „KUBACH. Tót falu Szepes Várm. földes Ura a’ Szepesi Püspökség, lakosai katolikusok, fekszik Lucsivnához fél mértföldnyire, Ispotállya is vagyon, határja mint Grenics, vagy Hranovicza mező Városnak.”
1828-ban 161 háza volt 1158 lakossal, akik mezőgazdasággal, fuvarozással, tímármesterséggel, szövéssel foglalkoztak.
Fényes Elek 1851-ben kiadott geográfiai szótárában így ír a faluról: „Kuhbach, Szepes vmegyében, tót falu, Greniczhez nyugotra 1/2 órányira: 1158 kath. lak. Kath. paroch. templom. Szép erdő. F. u. a szepesi püspök.”
A trianoni diktátumig Szepes vármegye Szepesszombati járásához tartozott.
Később lakói Szvit, Poprád és Mateóc üzemeiben dolgoztak.

## Népessége
| Év:            | 1994. | 2004.   | 2014.   | 2024.   |
| -------------- | ----- | ------- | ------- | ------- |
| Emberek száma: | 2174  | 2391    | 2484    | 2480    |
| Eltérés:       |       | +9,98 % | +3,88 % | -0,16 % |

| Év:            | 2023. | 2024.   |
| -------------- | ----- | ------- |
| Emberek száma: | 2485  | 2480    |
| Eltérés:       |       | -0,20 % |

1910-ben 1709, túlnyomórészt szlovák anyanyelvű lakosa volt.
2001-ben 2380 lakosából 2171 szlovák és 187 cigány volt.
2011-ben 2437 lakosából 2262 szlovák és 76 cigány volt.
2021-ben 2479 lakosából 42 (+32) cigány, 2 (+5) ruszin, 2 magyar, 2374 (+17) szlovák, 12 (+4) egyéb és 47 ismeretlen nemzetiségű volt.

## Neves személyek
- Itt szolgált Ján Vencko pap, történész.

## Nevezetességei
- Római katolikus Mihály arkangyal plébániatemploma 1706-ban épült, 1926-ban neogótikus stílusban építették át.